# 金屋 (高岡市)
金屋（かなや）は、富山県高岡市の町名である。

## 特徴
高岡市の東端に近い町である。隣町の姫野地区はロードサイド店が多く、商業的な利便性が高い。

## 地理
射水平野にあり、北側で海に面している。

## 世帯数と人口
2022年（令和4年）3月31日現在の世帯数と人口は以下の通りである。
| 町丁 | 世帯数  | 人口  |
| ---- | ------- | ----- |
| 金屋 | 144世帯 | 324人 |

## 小・中学校の校区

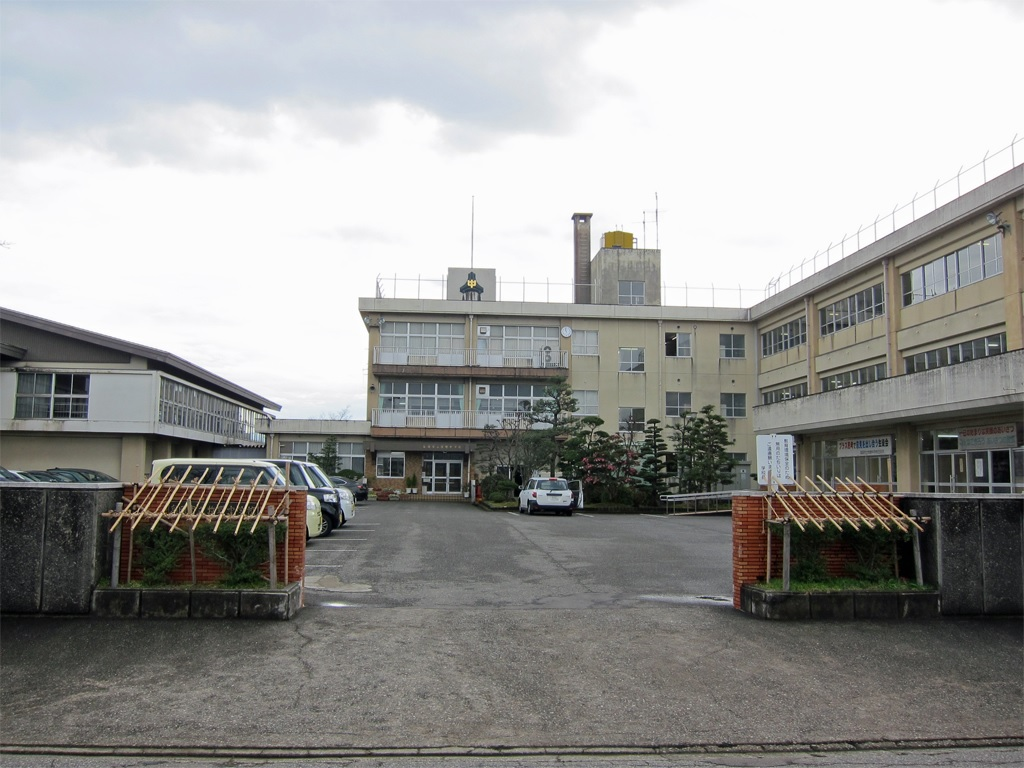
高岡市立牧野中学校

市立小・中学校に通う場合、校区は以下の通りとなる。
| 番地 | 小学校             | 中学校             |
| ---- | ------------------ | ------------------ |
| 全域 | 高岡市立牧野小学校 | 高岡市立牧野中学校 |

## 交通

### 鉄道
鉄道駅はないが、万葉線の中新湊駅から徒歩15分（約1.0km）ほどで当町までいける。

### 道路
- 国道415号

## 施設
- 新港の森
- ローソン高岡金屋店

## 参考出典
- 平凡社地方資料センター 編『富山県の地名 日本歴史地名大系 第16巻』平凡社、1994年。ISBN 4582910084。